# Gomesa amicta
Gomesa amicta är en orkidéart som först beskrevs av John Lindley, och fick sitt nu gällande namn av Mark W. Chase och Norris Hagan Williams. Gomesa amicta ingår i släktet Gomesa och familjen orkidéer. Inga underarter finns listade i Catalogue of Life.